# Odirlei de Souza Gaspar
Odirlei de Souza Gaspar, genannt Gaspar (* 18. Mai 1981 in Itatiba, Brasilien) ist ein ehemaliger brasilianischer Fußballspieler. Der Offensivallrounder spielte im Mittelfeld sowie im Sturm.
Gaspar schaffte mit dem FC Vaduz 2008 den Aufstieg in die Axpo Super League. Mit 31 Toren war er nicht nur mitverantwortlich für den ersten Aufstieg eines liechtensteinischen Fußballvereins in die erste Schweizer Liga, sondern wurde auch Torschützenkönig. Im selben Jahr wurde er zudem liechtensteinischer Fußballer des Jahres. In der Saison 2008/09 war er mit sechs Toren und drei Vorlagen bester Torschütze und Vorbereiter seiner Mannschafts; dennoch stieg Vaduz als Tabellenletzter direkt wieder in die Zweitklassigkeit ab.
Nach dem Abstieg des FC Vaduz wechselte er in der Sommerpause 2009 zur AC Bellinzona. Im Januar 2010 schloss er sich leihweise dem FC Lausanne-Sport an und kehrte im Juli 2010 wieder nach Bellinzona zurück. Anfang 2011 wurde er zunächst bis Saisonende vom FC Chiasso ausgeliehen, ehe er im Sommer 2011 fest verpflichtet wurde. Anfang 2012 wechselte er innerhalb der Challenge League zum FC Wohlen. Seiner neuen Mannschaft verhalf er mit zehn Toren in der Rückrunde 2011/12 zum Klassenerhalt. Im Sommer 2013 wurde sein Vertrag nicht verlängert.

## Erfolge/Auszeichnungen
- Liechtensteinischer Fußballer des Jahres 2007/08[1][2]
- Liechtensteiner-Cup-Sieger 2006, 2007, 2008 und 2009
- Aufstieg in die Axpo Super League 2008
- Torschützenkönig der Challenge League 2008 mit 31 Toren